# Россия на летних юношеских Олимпийских играх 2018
Россия на летних юношеских Олимпийских играх 2018 года в аргентинском Буэнос-Айресе была представлена 93 спортсменами (46 юношей и 47 девушек) в 27 видах спорта. Россия не была представлена в академической гребле, бадминтоне, гольфе, гребле на байдарках и каноэ, конном спорте, роликобежном спорте, тяжёлой атлетике, регби-7 и хоккее на траве. В командных видах спорта, где каждый НОК в случае квалификации мог быть представлен только по одной дисциплине у юношей и девушек, российские спортсмены выступали в футзале у юношей и пляжном гандболе у девушек.
В рамках традиционной процедуры — передачи знамени Олимпийского комитета России из рук президента ОКР — Станислав Поздняков вручил белый олимпийский стяг Клименту Колесникову, он же стал знаменосцем сборной на церемонии открытия Игр. Знаменосцем, на церемонии закрытия Игр, был выбран первый Олимпийский чемпион в брейкинге Сергей Чернышев.

## Медалисты
| Золото  | |                                                            |            |
| №       | Спортсмены | Вид спорта (дисциплина)                                    | Дата       |
| 1       | Григорий Шамаков | Стрельба (пневматическая винтовка, 10 метров, юноши)       | 7 октября  |
| 2       | Варвара Овчинникова Илья Бескровный | Велоспорт (ВМХ-рейс, смешанные пары)                       | 7 октября  |
| 3       | Климент Колесников Андрей Минаков Полина Егорова Елизавета Клеванович Даниил Марков Владислав Герасименко Дарья Васькина Анастасия Макарова                                          | Плавание (смешанная эстафета 4×100 метров вольным стилем)  | 7 октября  |
| 4       | Полина Щербакова | Тхэквондо (до 44 кг, девушки)                              | 7 октября  |
| 5       | Дмитрий Шишко | Тхэквондо (до 48 кг, юноши)                                | 7 октября  |
| 6       | Ирэна Хубулова | Дзюдо (до 52 кг, девушки)                                  | 8 октября  |
| 7       | Сергей Чернышев (Bumblebee) | Брейкинг (би-бои)                                          | 8 октября  |
| 8       | Климент Колесников | Плавание (100 метров на спине, юноши)                      | 8 октября  |
| 9       | Дарья Васькина | Плавание (100 метров на спине, девушки)                    | 8 октября  |
| 10      | Елизавета Ряднинская | Тхэквондо (до 49 кг, девушки)                              | 8 октября  |
| 11      | Георгий Попов | Тхэквондо (до 55 кг, юноши)                                | 8 октября  |
| 12      | Андрей Минаков | Плавание (100 метров баттерфляем, юноши)                   | 9 октября  |
| 13      | Климент Колесников Даниил Марков Владислав Герасименко Андрей Минаков | Плавание (эстафета 4×100 метров вольным стилем, юноши)     | 9 октября  |
| 14      | Климент Колесников | Плавание (50 метров на спине, юноши)                       | 10 октября |
| 15      | Анастасия Макарова | Плавание (100 метров брассом, девушки)                     | 10 октября |
| 16      | Климент Колесников Владислав Герасименко Андрей Минаков Даниил Марков | Плавание (эстафета 4×100 метров комбинированная, юноши)    | 10 октября |
| 17      | Андрей Минаков | Плавание (50 метров баттерфляем, юноши)                    | 11 октября |
| 18      | Дарья Васькина Анастасия Макарова Полина Егорова Елизавета Клеванович | Плавание (эстафета 4×100 метров вольным стилем, юноши)     | 11 октября |
| 19      | Климент Колесников | Плавание (200 метров на спине, юноши)                      | 12 октября |
| 20      | Полина Егорова | Плавание (100 метров баттерфляем, девушки)                 | 12 октября |
| 21      | Андрей Минаков | Плавание (100 метров вольным стилем, юноши)                | 12 октября |
| 22      | Ксения Клименко | Спортивная гимнастика (разновысокие брусья, девушки)       | 13 октября |
| 23      | Ахмедхан Темботов | Вольная борьба (до 80 кг, юноши)                           | 14 октября |
| 24      | Сергей Козырев | Вольная борьба (до 110 кг, юноши)                          | 14 октября |
| 25      | Дарья Трубникова | Художественная гимнастика (личное многоборье)              | 16 октября |
| 26      | Мария Бочарова Мария Воронина | Пляжный волейбол (девушки)                                 | 17 октября |
| 27      | Алексей Дронов | Бокс (до 91 кг, юноши)                                     | 17 октября |
| 28      | Анастасия Шамонова | Бокс (до 75 кг, девушки)                                   | 17 октября |
| 29      | Илья Попов | Бокс (до 64 кг, юноши)                                     | 18 октября |
| Серебро | |                                                            |            |
| №       | Спортсмены | Вид спорта (дисциплина)                                    | Дата       |
| 1       | Абрек Нагучев | Дзюдо (до 66 кг, юноши)                                    | 7 октября  |
| 2       | Яна Енина | Стрельба (пневматический пистолет, 10 метров, девушки)     | 9 октября  |
| 3       | Даниил Марков | Плавание (50 метров вольным стилем, юноши)                 | 10 октября |
| 4       | Даниил Марков | Плавание (50 метров баттерфляем, юноши)                    | 11 октября |
| 5       | Дарья Васькина | Плавание (50 метров на спине, девушки)                     | 11 октября |
| 6       | Сергей Найдин | Спортивная гимнастика (личное многоборье, юноши)           | 11 октября |
| 7       | Степан Стародубцев | Греко-римская борьба (до 71 кг, юноши)                     | 12 октября |
| 8       | Полина Егорова Анастасия Макарова Андрей Минаков Климент Колесников Владислав Герасименко Елизавета Клеванович Даниил Марков                                                         | Плавание (смешанная комбинированная эстафета 4×100 метров) | 12 октября |
| 9       | Сергей Найдин | Спортивная гимнастика (конь, юноши)                        | 13 октября |
| 10      | Виолетта Игнатьева | Лёгкая атлетика (метание диска, девушки)                   | 14 октября |
| 11      | Егор Громадский | Современное пятиборье (юноши)                              | 14 октября |
| 12      | Мария Кочанова | Лёгкая атлетика (прыжок в высоту, девушки)                 | 15 октября |
| 13      | Никита Ремизов | Баскетбол (конкурс данков, юноши)                          | 15 октября |
| 14      | Ульяна Клюева | Прыжки в воду (трамплин, 3 метра, девушки)                 | 15 октября |
| 15      | Ксения Клименко | Спортивная гимнастика (бревно, девушки)                    | 15 октября |
| 16      | Анна Чернышева | Карате (до 59 кг, девушки)                                 | 17 октября |
| 17      | Мужская сборная по мини-футболуКамиль Герейханов Павел Карпов Данил Карпюк Максим Окулов Данил Самусенко Денис Субботин Павел Сысолятин Илья Федоров Игорь Чернявский Кирилл Яруллин | Мини-футбол (юноши)                                        | 18 октября |
| 18      | Руслан Колесников | Бокс (до 81 кг, юноши)                                     | 18 октября |
| Бронза  | |                                                            |            |
| №       | Спортсмены | Вид спорта (дисциплина)                                    | Дата       |
| 1       | Дарья Васькина Анастасия Макарова Полина Егорова Елизавета Клеванович | Плавание (комбинированная эстафета 4×100 метров, девушки)  | 8 октября  |
| 2       | Полина Егорова | Плавание (50 метров баттерфляем, девушки)                  | 10 октября |
| 3       | Кристина Адебайо | Тхэквондо (свыше 63 кг, девушки)                           | 11 октября |
| 4       | Яна Резникова | Парусный спорт (Техно 293+, девушки)                       | 12 октября |
| 5       | Мухаммад Евлоев | Греко-римская борьба (до 92 кг, юноши)                     | 12 октября |
| 6       | Сергей Найдин | Спортивная гимнастика (вольные упражнения, юноши)          | 13 октября |
| 7       | Руслан Терновой | Прыжки в воду (трамплин, 3 метра, юноши)                   | 14 октября |
| 8       | Вера Белянкина | Прыжки на батуте (девушки)                                 | 14 октября |
| 9       | Сергей Найдин | Спортивная гимнастика (параллельные брусья, юноши)         | 15 октября |
| 10      | Дмитрий Качанов | Лёгкая атлетика (прыжок с шестом, юноши)                   | 16 октября |
| 11      | Мария Привалова | Лёгкая атлетика (тройной прыжок, девушки)                  | 16 октября |
| 12      | Руслан Терновой | Прыжки в воду (вышка, 10 метров, юноши)                    | 16 октября |

## Состав сборной
Состав сборной России на летних юношеских Олимпийских играх в Буэнос-Айресе состоит из 97 спортсменов, которые принимают участие в 27 видах спорта. Олимпийскую делегацию возглавил Президент Олимпийского комитета России — Станислав Поздняков.
Средний возраст команды — 16,9 лет. В неё вошло 9 мастеров спорта международного класса, 25 мастеров спорта, 45 кандидатов в мастера, 13 перворазрядников и два спортсмена второго разряда. Самыми титулованными участниками сборной стали — трехкратный чемпион Европы пловец Климент Колесников, трехкратный победитель юниорского первенства мира по боксу Анастасия Шамонова, трехкратная чемпионка Европы среди юниоров по тхэквондо Кристина Адебайо. В соревнованиях по настольному теннису выступит Мария Тайлакова, чемпионка молодёжного первенства Европы 2018 года в одиночном разряде и бронзовый призёр взрослого чемпионата Европы 2017 года в составе команды.
 Акробатика
1. Анатолий Сливков
2. Капитолина Хуснуллина

 Баскетбол 3×3
1. Василий Бердников
2. Тимур Вагапов
3. Хасан Кипкеев
4. Никита Ремизов

 Бокс
1. Алексей Дронов
2. Руслан Колесников
3. Илья Попов
4. Анастасия Шамонова

 Борьба
1. Мухаммад Евлоев
2. Сергей Козырев
3. Степан Стародубцев
4. Ахмедхан Темботов

 Брейкинг
1. Сергей Чернышев
2. Кристина Яшина

 Велоспорт
1. Максим Артемьев
2. Илья Бескровный
3. Николай Иванов
4. Александр Ким
5. Дарья Алексеева
6. Айгуль Гареева
7. Варвара Овчинникова
8. Валерия Пинкина

 Дзюдо
1. Абрек Нагучев
2. Ирэна Хубулова

 Карате
1. Роберт Авакимов
2. Анна Чернышева

 Лёгкая атлетика
1. Дмитрий Качанов
2. Виолетта Игнатьева
3. Мария Кочанова
4. Мария Привалова

 Настольный теннис
1. Владимир Сидоренко
2. Мария Тайлакова

 Парусный спорт
1. Егор Жилин
2. Яна Резникова

 Плавание
1. Владислав Герасименко
2. Климент Колесников
3. Даниил Марков
4. Андрей Минаков
5. Дарья Васькина
6. Полина Егорова
7. Елизавета Клеванович
8. Анастасия Макарова

 Пляжный волейбол
1. Дмитрий Веретюк
2. Денис Шекунов
3. Мария Бочарова
4. Мария Воронина

 Пляжный гандбол
1. Анна Волкова
2. Кристина Григоровская
3. Виктория Давыдова
4. Анна Иванова
5. Екатерина Карабутова
6. Софья Крахмалева
7. Софья Савина
8. Алина Синельникова
9. Анастасия Скрипка

 Прыжки в воду
1. Руслан Терновой
2. Ульяна Клюева

 Прыжки на батуте
1. Вера Белянкина

 Скалолазание
1. Луиза Емельева
2. Елена Красовская

 Современное пятиборье
1. Егор Громадский
2. Виктория Новикова

 Спортивная гимнастика
1. Сергей Найдин
2. Ксения Клименко

 Стрельба
1. Григорий Шамаков
2. Анастасия Деревягина
3. Яна Енина

 Стрельба из лука
1. Станислав Черемискин
2. Виктория Харитонова

 Теннис
1. Оксана Селехметьева
2. Камилла Рахимова

 Триатлон
1. Алевтина Стеценко

 Тхэквондо
1. Георгий Попов
2. Дмитрий Шишко
3. Кристина Адебайо
4. Елизавета Ряднинская
5. Полина Щербакова

 Фехтование
1. Артур Толасов
2. Яна Бекмурзова
3. Алина Ключникова

 Мини-футбол
1. Камиль Герейханов
2. Павел Карпов
3. Данил Карпюк
4. Максим Окулов
5. Данил Самусенко
6. Денис Субботин
7. Павел Сысолятин
8. Илья Федоров
9. Игорь Чернявский
10. Кирилл Яруллин

 Художественная гимнастика
1. Дарья Трубникова

## Результаты соревнований

### Баскетбол 3×3
Мужская сборная в составе Василия Бердникова, Тимура Вагапова, Хасана Кипкеева и Никиты Ремизова смогла пробиться на юношеские Олимпийские игры 2018.
| Соревнование | Групповой этап | Групповой этап    | Групповой этап   | Групповой этап  | Групповой этап | 1/4 финала    | 1/2 финала    | Финал / БМ    | Финал / БМ |
| Соревнование | Соперник Счёт  | Соперник Счёт     | Соперник Счёт    | Соперник Счёт   | Место          | Соперник Счёт | Соперник Счёт | Соперник Счёт | Место      |
| ------------ | -------------- | ----------------- | ---------------- | --------------- | -------------- | ------------- | ------------- | ------------- | ---------- |
| юноши        | США В 18:16    | Аргентина П 14:21 | Монголия В 19:12 | Эстония В 22:21 | 2 Q            |               |               |               |            |

### Бокс
От сборной России участвуют 4 человека — 3 юноши (Алексей Дронов, Руслан Колесников, Илья Попов) и одна девушка (Анастасия Шамонова).

### Борьба
От сборной России участвуют 4 человека.

### Велоспорт
Сборную России представляют 8 человек — 4 юноши (Максим Артемьев, Илья Бескровный, Николай Иванов, Александр Ким) и 4 девушки — (Дарья Алексеева, Айгуль Гареева, Варвара Овчинникова, Валерия Пинкина).
BMX
| Дисциплина | Спортсмен           | Полуфинал | Полуфинал | Финал     | Финал | Всего очков | Место |
| Дисциплина | Спортсмен           | Очки      | Место     | Результат | Место | Всего очков | Место |
| ---------- | ------------------- | --------- | --------- | --------- | ----- | ----------- | ----- |
| BMX-рейс   | Илья Бескровный     | 6         | 1 Q       | 35,173    | 2     | 160         | 1     |
| BMX-рейс   | Варвара Овчинникова | 5         | 1 Q       | 38,955    | 2     | 160         |       |

### Гимнастика

#### Прыжки на батуте
Квоты на участие в летних юношеских Олимпийских играх 2018 разыгрывались на чемпионате Европы по прыжкам на батуте 2018. Сборная России смогла завоевать одну лицензию в женских индивидуальных прыжках. В мужских индивидуальных прыжках россияне не смогли пробиться в пятёрку сильнейших и завоевать квоту для своей страны.
Девушки
| Дисциплина        | Спортсмен      | Квалификация | Квалификация | Квалификация | Квалификация | Финал | Финал |
| Дисциплина        | Спортсмен      | Прыжок 1     | Прыжок 2     | Итог         | Место        | Баллы | Место |
| ----------------- | -------------- | ------------ | ------------ | ------------ | ------------ | ----- | ----- |
| Личное первенство | Вера Белянкина |              |              |              |              |       |       |

#### Спортивная акробатика
Сборную России будут представлять Капитолина Хуснуллина и Анатолий Сливков.
| Дисциплина     | Спортсмены                             | Квалификация | Квалификация | Финал | Финал |
| Дисциплина     | Спортсмены                             | Баллы        | Место        | Баллы | Место |
| -------------- | -------------------------------------- | ------------ | ------------ | ----- | ----- |
| Смешанные пары | Капитолина Хуснуллина Анатолий Сливков | 80,990       | 5 Q          |       |       |

#### Спортивная гимнастика
Согласно регламенту III летних юношеских Олимпийских игр, в соревнованиях по спортивной гимнастике от сборной России заявлено 2 спортсмена (юноша и девушка). За сборную России выступят чемпионы Европы среди юниоров Сергей Найдин и Ксения Клименко.
Юноши
| Спортсмен     | Соревнования        | Квалификация        | Квалификация | Квалификация | Квалификация   | Квалификация        | Квалификация | Квалификация | Квалификация | Финал               | Финал | Финал  | Финал          | Финал               | Финал       | Финал | Финал |
| Спортсмен     | Соревнования        | Вольные выступления | Конь         | Кольца       | Опорный прыжок | Параллельные брусья | Перекладина  | Всего        | Место        | Вольные выступления | Конь  | Кольца | Опорный прыжок | Параллельные брусья | Перекладина | Всего | Место |
| ------------- | ------------------- | ------------------- | ------------ | ------------ | -------------- | ------------------- | ------------ | ------------ | ------------ | ------------------- | ----- | ------ | -------------- | ------------------- | ----------- | ----- | ----- |
| Сергей Найдин | Личное многоборье   | 13,800              | 13,666       |              |                |                     |              |              |              |                     |       |        |                |                     |             |       |       |
| Сергей Найдин | Вольные упражнения  | 13,800              |              |              |                |                     |              | 13,800       | 2 Q          |                     |       |        |                |                     |             |       |       |
| Сергей Найдин | Конь                |                     | 13,666       |              |                |                     |              | 13,666       | 3 Q          |                     |       |        |                |                     |             |       |       |
| Сергей Найдин | Кольца              |                     |              |              |                |                     |              |              |              |                     |       |        |                |                     |             |       |       |
| Сергей Найдин | Опорный прыжок      |                     |              |              |                |                     |              |              |              |                     |       |        |                |                     |             |       |       |
| Сергей Найдин | Параллельные брусья |                     |              |              |                |                     |              |              |              |                     |       |        |                |                     |             |       |       |
| Сергей Найдин | Перекладина         |                     |              |              |                |                     |              |              |              |                     |       |        |                |                     |             |       |       |

Девушки
| Спортсменка     | Соревнования        | Квалификация   | Квалификация        | Квалификация | Квалификация       | Квалификация | Квалификация | Финал          | Финал               | Финал  | Финал              | Финал | Финал |
| Спортсменка     | Соревнования        | Опорный прыжок | Разновысокие брусья | Бревно       | Вольные упражнения | Всего        | Место        | Опорный прыжок | Разновысокие брусья | Бревно | Вольные упражнения | Всего | Место |
| --------------- | ------------------- | -------------- | ------------------- | ------------ | ------------------ | ------------ | ------------ | -------------- | ------------------- | ------ | ------------------ | ----- | ----- |
| Ксения Клименко | Личное многоборье   |                |                     |              | 13,033             |              |              |                |                     |        |                    |       |       |
| Ксения Клименко | Опорный прыжок      |                |                     |              |                    |              |              |                |                     |        |                    |       |       |
| Ксения Клименко | Разновысокие брусья |                |                     |              |                    |              |              |                |                     |        |                    |       |       |
| Ксения Клименко | Бревно              |                |                     |              |                    |              |              |                |                     |        |                    |       |       |
| Ксения Клименко | Вольные упражнения  |                |                     |              | 13,033             | 13,033       | 3 Q          |                |                     |        |                    |       |       |

#### Художественная гимнастика
По правилам соревнований, каждый НОК может представлять только одна спортсменка. Сборную России представит Дарья Трубникова выигравшая европейский квалификационный турнир.
| Дисциплина        | Спортсменка      | Квалификация | Квалификация | Квалификация | Квалификация | Квалификация | Квалификация | Финал | Финал | Финал | Финал | Финал | Финал |
| Дисциплина        | Спортсменка      |              |              |              |              | Сумма        | Место        |       |       |       |       | Сумма | Место |
| ----------------- | ---------------- | ------------ | ------------ | ------------ | ------------ | ------------ | ------------ | ----- | ----- | ----- | ----- | ----- | ----- |
| личное многоборье | Дарья Трубникова | 17,900       | 17,275       | 17,500       | 15,900       | 68,575       | 1 Q          |       |       |       |       |       |       |

### Дзюдо
Согласно регламенту соревнований, единственным дзюдоистом, представляющим сборную России, станет 16-летний чемпион Европы 2018 года и бронзовый призёр чемпионата мира 2017 года Абрек Нагучев, который выступит в весовой категории до 66 кг.
Юноши
| Дисциплина | Спортсмен     | 1/16 финала        | 1/8 финала         | 1/4 финала             | Полуфиналы                 | Финал                | Место |
| Дисциплина | Спортсмен     | Соперник Результат | Соперник Результат | Соперник Результат     | Соперник Результат         | Соперник Результат   | Место |
| ---------- | ------------- | ------------------ | ------------------ | ---------------------- | -------------------------- | -------------------- | ----- |
| до 66 кг   | Абрек Нагучев | не участвовал      | ZAMС. Зулу В 10:0  | FINТ. Джукаев В 10:0s3 | ESPХ. Пена Инсаусти В 10:0 | AZEВ. Талибов П 0:10 | 2     |

Девушки
| Дисциплина | Спортсмен      | 1/16 финала        | 1/4 финала             | Полуфиналы           | Финал                    | Место |
| Дисциплина | Спортсмен      | Соперник Результат | Соперник Результат     | Соперник Результат   | Соперник Результат       | Место |
| ---------- | -------------- | ------------------ | ---------------------- | -------------------- | ------------------------ | ----- |
| до 52 кг   | Ирэна Хубулова | не участвовала     | MARЙ. Тескера В 10:0s1 | ITAВ. Тониоло В 10:0 | MGLС. Лхагвасурэн В 10:0 | 1     |

### Карате
Сборную на соревнованиях представят два спортсмена: серебряный призёр юниорского чемпионата Европы 2016 и 2017 гг. Роберт Авакимов у юношей и Анна Чернышева у девушек.

### Лёгкая атлетика
Отбор на Игры проходил в рамках чемпионата Европы среди юношей 2018 года. Благодаря показанным результатам на чемпионате, сборную России будут представлять пять легкоатлетов. Победительница первенства в метании диска Виолетта Игнатьева, бронзовые призёры Мария Кочанова (прыжок в высоту) и Олеся Солдатова (бег на 400 метров), а также Мария Привалова, занявшая пятое место в тройном прыжке, и Дмитрий Качанов (четвёртое место в прыжке с шестом). Все эти спортсмены выступали на чемпионате Европы под нейтральным флагом, на играх спортсмены будут выступать под флагом России. Уже в Буэнос-Айресе, во время тренировки, Олеся Солдатова почувствовала боль в стопе и была вынуждена сняться с соревнований.
Соревнования пройдут по новой системе проведения легкоатлетического турнира юношеских Игр. Все дисциплины пройдут в два этапа. В зачёт каждого спортсмена пойдут оба результата, а по их сумме определятся победители и призёры.
Юноши
Технические дисциплины
| Дисциплина      | Спортсмен       | Этап 1    | Этап 1 | Этап 2    | Этап 2 | Всего     | Всего |
| Дисциплина      | Спортсмен       | Результат | Место  | Результат | Место  | Результат | Место |
| --------------- | --------------- | --------- | ------ | --------- | ------ | --------- | ----- |
| прыжок с шестом | Дмитрий Качанов | 5,20 м    | 1      | 5,12 м    | 3      | 10,32 м   | 3     |

Девушки
Технические дисциплины
| Дисциплина      | Спортсмен          | Этап 1    | Этап 1 | Этап 2    | Этап 2 | Всего     | Всего |
| Дисциплина      | Спортсмен          | Результат | Место  | Результат | Место  | Результат | Место |
| --------------- | ------------------ | --------- | ------ | --------- | ------ | --------- | ----- |
| тройной прыжок  | Мария Привалова    | 13,04 м   | 3      | 13,03 м   | 3      | 26,07 м   | 3     |
| прыжок в высоту | Мария Кочанова     | 1,84 м    | 2      | 1,87 м    | 2      | 3,71 м    | 2     |
| метание диска   | Виолетта Игнатьева | 53,47 м   | 2      | 54,32 м   | 2      | 107,79 м  | 2     |

### Настольный теннис
| Дисциплина              | Спортсмены                         | Групповой этап                                                    | Групповой этап | 1/8 финала           | 1/4 финала           | 1/2 финала            | Финал / BM            | Финал / BM            |
| Дисциплина              | Спортсмены                         | Соперник Результат                                                | Место          | Соперник Результат   | Соперник Результат   | Соперник Результат    | Соперник Результат    | Место                 |
| ----------------------- | ---------------------------------- | ----------------------------------------------------------------- | -------------- | -------------------- | -------------------- | --------------------- | --------------------- | --------------------- |
| одиночный разряд        | Владимир Сидоренко                 | Лин (TPE) П 2:4 Чхо (KOR) В 4:1 Панагитгун (THA) В 4:0            | 2 Q            | CHNВан Чукин П 2:4   | завершил выступление | завершил выступление  | завершил выступление  | завершил выступление  |
| одиночный разряд        | Мария Тайлакова                    | Ли Ка Ии (HKG) В 4:0 Лундстрём (FIN) В 4:0 Саветтабут (THA) В 4:0 | 1 Q            | Блашкова (CZE) В 4:3 | Хирано (JPN) П 0:4   | завершила выступление | завершила выступление | завершила выступление |
| смешанный парный разряд | Владимир Сидоренко Мария Тайлакова |                                                                   |                |                      |                      |                       |                       |                       |

### Плавание
Согласно регламенту, сборную России представят 8 пловцов (4 юноши и 4 девушки). Россияне заявлены в 27 видах программы из 36 возможных.
Юноши
| Дистанция                    | Спортсмены                                                            | Предварительный раунд | Предварительный раунд | Предварительный раунд | Полуфинал                                                             | Полуфинал                                                             | Полуфинал                                                             | Финал                                                   | Финал                                                   |
| Дистанция                    | Спортсмены                                                            | Заплыв                | Результат             | Место                 | Заплыв                                                                | Результат                                                             | Место                                                                 | Результат                                               | Место                                                   |
| ---------------------------- | --------------------------------------------------------------------- | --------------------- | --------------------- | --------------------- | --------------------------------------------------------------------- | --------------------------------------------------------------------- | --------------------------------------------------------------------- | ------------------------------------------------------- | ------------------------------------------------------- |
| 50 метров вольным стилем     | Даниил Марков                                                         | 7                     | 22,73                 | 2 Q                   | 1                                                                     | 22,30                                                                 | 1 Q                                                                   | 22,37                                                   | 2                                                       |
| 100 метров вольным стилем    | Даниил Марков                                                         | 5                     | 50,60                 | 7 Q                   | завершил выступление / не стал участвовать в полуфинале               | завершил выступление / не стал участвовать в полуфинале               | завершил выступление / не стал участвовать в полуфинале               | завершил выступление / не стал участвовать в полуфинале | завершил выступление / не стал участвовать в полуфинале |
| 100 метров вольным стилем    | Андрей Минаков                                                        | 5                     | 50,20                 | 4 Q                   | 1                                                                     | 50,16                                                                 | 4 Q                                                                   | 49,23                                                   | 1                                                       |
| 50 метров баттерфляем        | Даниил Марков                                                         | 6                     | 24,00                 | 3 Q                   | 2                                                                     | 23,77                                                                 | 3 Q                                                                   | 23,63                                                   | 2                                                       |
| 50 метров баттерфляем        | Андрей Минаков                                                        | 7                     | 23,50                 | 1 Q                   | 2                                                                     | 23,47                                                                 | 2 Q                                                                   | 23,62                                                   | 1                                                       |
| 100 метров баттерфляем       | Даниил Марков                                                         | 6                     | 53,91                 | 10 Q                  | 1                                                                     | 54,07                                                                 | 13                                                                    | завершил выступление                                    | завершил выступление                                    |
| 100 метров баттерфляем       | Андрей Минаков                                                        | 4                     | 52,47                 | 1 Q                   | 2                                                                     | 51,94                                                                 | 1 Q                                                                   | 51,12                                                   | 1                                                       |
| 50 метров на спине           | Климент Колесников                                                    | 4                     | 24,74                 | 1 Q                   | 2                                                                     | 24,56                                                                 | 1 Q                                                                   | 24,40 WJR                                               | 1                                                       |
| 100 метров на спине          | Климент Колесников                                                    | 4                     | 54,26                 | 1 Q                   | 2                                                                     | 53,80                                                                 | 1 Q                                                                   | 53,26                                                   | 1                                                       |
| 200 метров на спине          | Климент Колесников                                                    | 3                     | 1:59,86               | 1 Q                   | не проводится                                                         | не проводится                                                         | не проводится                                                         | 1:56,14                                                 | 1                                                       |
| 50 метров брассом            | Владислав Герасименко                                                 | 4                     | 29,03                 | 13 Q                  | 2                                                                     | 28,43                                                                 | 5 Q                                                                   | 28,36                                                   | 6                                                       |
| 100 метров брассом           | Владислав Герасименко                                                 | 2                     | 1:02,46               | 5 Q                   | 2                                                                     | 1:02,15                                                               | 6 Q                                                                   | 1:02,43                                                 | 7                                                       |
| Эстафета                     | Предварительный раунд                                                 | Предварительный раунд | Предварительный раунд | Предварительный раунд | Финал                                                                 | Финал                                                                 | Финал                                                                 | Финал                                                   | Финал                                                   |
| Эстафета                     | Состав                                                                | Заплыв                | Результат             | Место                 | Состав                                                                | Состав                                                                | Состав                                                                | Результат                                               | Место                                                   |
| 4×100 метров вольным стилем  | не проводится                                                         | не проводится         | не проводится         | не проводится         | Климент Колесников Даниил Марков Владислав Герасименко Андрей Минаков | Климент Колесников Даниил Марков Владислав Герасименко Андрей Минаков | Климент Колесников Даниил Марков Владислав Герасименко Андрей Минаков | 3:18,11                                                 | 1                                                       |
| 4×100 метров комбинированная | Климент Колесников Владислав Герасименко Андрей Минаков Даниил Марков | 2                     | 3:43,50               | 1 Q                   | Климент Колесников Владислав Герасименко Андрей Минаков Даниил Марков | Климент Колесников Владислав Герасименко Андрей Минаков Даниил Марков | Климент Колесников Владислав Герасименко Андрей Минаков Даниил Марков | 3:35,17 WJR                                             | 1                                                       |

Девушки
| Дистанция                    | Спортсмены            | Предварительный раунд | Предварительный раунд | Предварительный раунд | Полуфинал                                                             | Полуфинал                                                             | Полуфинал                                                             | Финал                 | Финал                 |
| Дистанция                    | Спортсмены            | Заплыв                | Результат             | Место                 | Заплыв                                                                | Результат                                                             | Место                                                                 | Результат             | Место                 |
| ---------------------------- | --------------------- | --------------------- | --------------------- | --------------------- | --------------------------------------------------------------------- | --------------------------------------------------------------------- | --------------------------------------------------------------------- | --------------------- | --------------------- |
| 50 метров вольным стилем     | Елизавета Клеванович  | 6                     | 25,99                 | 8 Q                   | 1                                                                     | 25,74                                                                 | 8 Q                                                                   | 26,05                 | 8                     |
| 100 метров вольным стилем    | Елизавета Клеванович  | 4                     | 55,99                 | 5 Q                   | 2                                                                     | 55,34                                                                 | 5 Q                                                                   | 55,68                 | 6                     |
| 200 метров вольным стилем    | Елизавета Клеванович  | 4                     | 2:06,08               | 26                    | не проводится                                                         | не проводится                                                         | не проводится                                                         | завершила выступление | завершила выступление |
| 50 метров баттерфляем        | Полина Егорова        | 5                     | 27,43                 | 8 Q                   | 1                                                                     | 26,98                                                                 | 7 Q                                                                   | 26,68                 | 3                     |
| 100 метров баттерфляем       | Полина Егорова        | 2                     | 1:00,23               | 2 Q                   | 1                                                                     | 1:00,14                                                               | 3 Q                                                                   | 59,22                 | 1                     |
| 50 метров на спине           | Дарья Васькина        | 5                     | 28,46                 | 2 Q                   | 2                                                                     | 28,24                                                                 | 2 Q                                                                   | 28,38                 | 2                     |
| 100 метров на спине          | Дарья Васькина        | 3                     | 1:02,05               | 6 Q                   | 1                                                                     | 1:01,41                                                               | 3 Q                                                                   | 1:00,45               | 1                     |
| 100 метров на спине          | Полина Егорова        | 4                     | 1:01,74               | 3 Q                   | 2                                                                     | 1:00,92                                                               | 1 Q                                                                   | 1:01,25               | 4                     |
| 200 метров на спине          | Дарья Васькина        | 4                     | 2:19,54               | 22                    | не проводится                                                         | не проводится                                                         | не проводится                                                         | завершила выступление | завершила выступление |
| 200 метров на спине          | Полина Егорова        | 2                     | 2:13,89               | 8 Q                   | не проводится                                                         | не проводится                                                         | не проводится                                                         | 2:15,90               | 8                     |
| 50 метров брассом            | Анастасия Макарова    | 6                     | 32,35                 | 11 Q                  | 2                                                                     | 32,89                                                                 | 14                                                                    | завершила выступление | завершила выступление |
| 100 метров брассом           | Анастасия Макарова    | 5                     | 1:08,80               | 1 Q                   | 2                                                                     | 1:08,75                                                               | 1 Q                                                                   | 1:07,88               | 1                     |
| 200 метров брассом           | Анастасия Макарова    | 3                     | 2:30,10               | 3 Q                   | не проводится                                                         | не проводится                                                         | не проводится                                                         | 2:29,03               | 6                     |
| Эстафета                     | Предварительный раунд | Предварительный раунд | Предварительный раунд | Предварительный раунд | Финал                                                                 | Финал                                                                 | Финал                                                                 | Финал                 | Финал                 |
| Эстафета                     | Состав                | Заплыв                | Результат             | Место                 | Состав                                                                | Состав                                                                | Состав                                                                | Результат             | Место                 |
| 4×100 метров вольным стилем  | не проводится         | не проводится         | не проводится         | не проводится         | Елизавета Клеванович Анастасия Макарова Дарья Васькина Полина Егорова | Елизавета Клеванович Анастасия Макарова Дарья Васькина Полина Егорова | Елизавета Клеванович Анастасия Макарова Дарья Васькина Полина Егорова | 3:45,26               | 1                     |
| 4×100 метров комбинированная | не проводится         | не проводится         | не проводится         | не проводится         | Дарья Васькина Анастасия Макарова Полина Егорова Елизавета Клеванович | Дарья Васькина Анастасия Макарова Полина Егорова Елизавета Клеванович | Дарья Васькина Анастасия Макарова Полина Егорова Елизавета Клеванович | 4:06,07               | 3                     |

Смешанные командные дисциплины
| Эстафета                     | Предварительный раунд                                                   | Предварительный раунд                                                   | Предварительный раунд                                                   | Предварительный раунд | Предварительный раунд | Предварительный раунд | Финал                                                                 | Финал                                                                 | Финал                                                                 | Финал     | Финал |
| Эстафета                     | Состав                                                                  | Состав                                                                  | Состав                                                                  | Заплыв                | Результат             | Место                 | Состав                                                                | Состав                                                                | Состав                                                                | Результат | Место |
| ---------------------------- | ----------------------------------------------------------------------- | ----------------------------------------------------------------------- | ----------------------------------------------------------------------- | --------------------- | --------------------- | --------------------- | --------------------------------------------------------------------- | --------------------------------------------------------------------- | --------------------------------------------------------------------- | --------- | ----- |
| 4×100 метров вольным стилем  | Даниил Марков Владислав Герасименко Дарья Васькина Анастасия Макарова   | Даниил Марков Владислав Герасименко Дарья Васькина Анастасия Макарова   | Даниил Марков Владислав Герасименко Дарья Васькина Анастасия Макарова   | 2                     | 3:36,98               | 8 Q                   | Климент Колесников Андрей Минаков Полина Егорова Елизавета Клеванович | Климент Колесников Андрей Минаков Полина Егорова Елизавета Клеванович | Климент Колесников Андрей Минаков Полина Егорова Елизавета Клеванович | 3:28,50   | 1     |
| 4×100 метров комбинированная | Полина Егорова Владислав Герасименко Даниил Марков Елизавета Клеванович | Полина Егорова Владислав Герасименко Даниил Марков Елизавета Клеванович | Полина Егорова Владислав Герасименко Даниил Марков Елизавета Клеванович | 4                     | 3:54,42               | 3 Q                   | Полина Егорова Анастасия Макарова Андрей Минаков Климент Колесников   | Полина Егорова Анастасия Макарова Андрей Минаков Климент Колесников   | Полина Егорова Анастасия Макарова Андрей Минаков Климент Колесников   | 3:51,46   | 2     |

### 

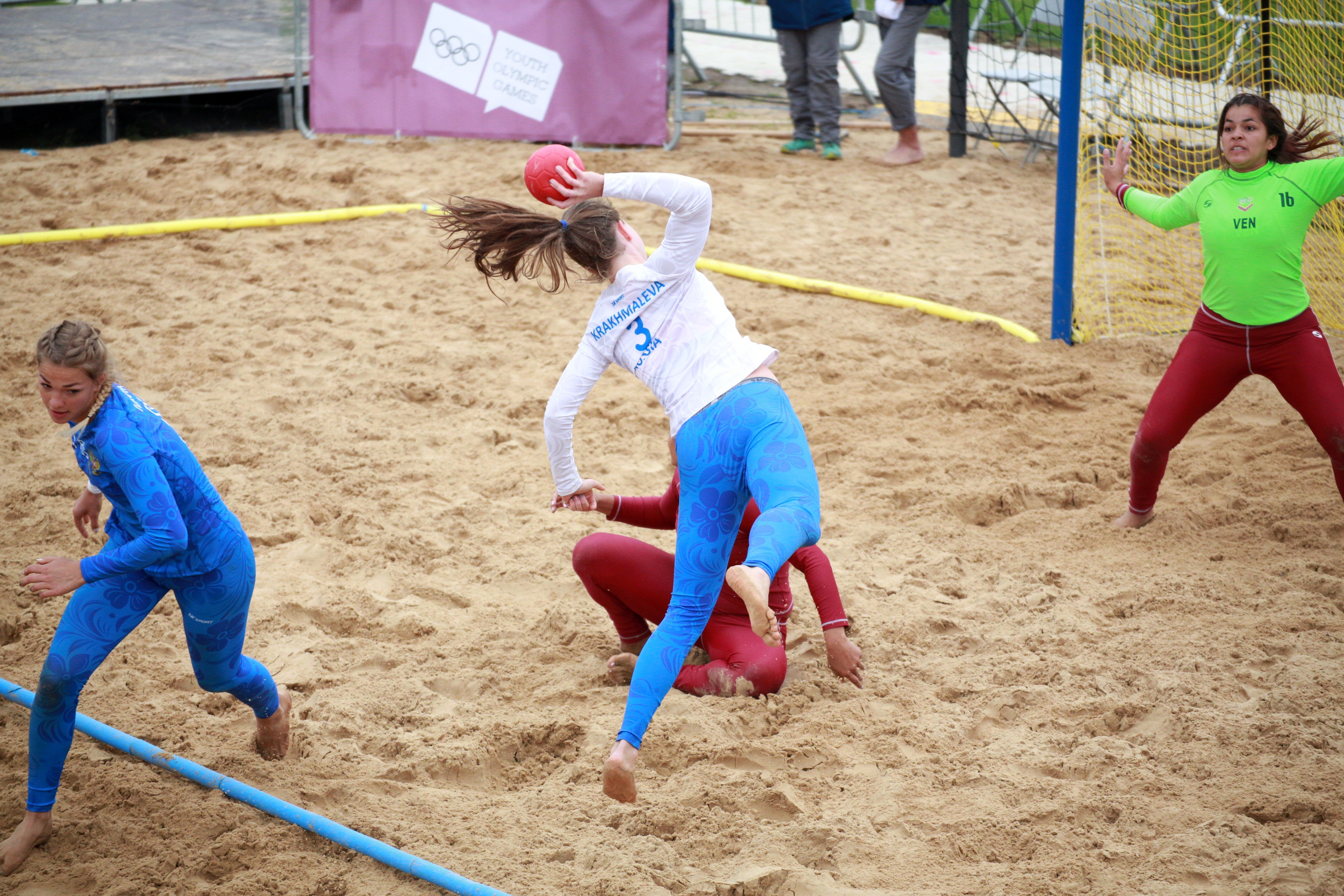
Софья Андреевна Крахмалева в игре против Венесуэлы

### Пляжный волейбол
| Соревнование | Спортсмены                    | Предварительный раунд                                                              | Предварительный раунд | 1/8 финала                   | 1/4 финала                      | Полуфинал                          | Финал                 | Финал                 |
| Соревнование | Спортсмены                    | Соперники Счёт                                                                     | Место                 | Соперники Счёт               | Соперники Счёт                  | Соперники Счёт                     | Соперники Счёт        | Место                 |
| ------------ | ----------------------------- | ---------------------------------------------------------------------------------- | --------------------- | ---------------------------- | ------------------------------- | ---------------------------------- | --------------------- | --------------------- |
| юноши        | Дмитрий Веретюк Денис Шекунов | Познаньский/Мишчук (POL) В 2:0 Джеффри/Джо (NZL) В 2:0 Ламмель/Дрогетт (CHI) В 2:0 | 1 Q                   | CUBМ. Айон / Ж. Алайо П 1:2  | завершили выступление           | завершили выступление              | завершили выступление | завершили выступление |
| девушки      | Мария Бочарова Мария Воронина | Роскич/Верметт (CAN) В 2:0 Буртон/Локарт (DMA) В 2:0 Дос Сантос/Галиль (BRA) В 2:0 | 1 Q                   | NEDЭ. Дриэль / Р. Схон В 2:1 | PURА. Навас / М. Гонсалес В 2:0 | NORЭ. Олимстад / Ф. Бернтсен В 2:0 |                       |                       |

### Прыжки в воду
Сборную России будут представлять прыгуны в воду Руслан Терновой и Ульяна Клюева. Российские спортсмены будут представлены в 4 из 5 возможных дисциплин. Представительства России не будет только в мужских прыжках с 3-метрового трамплина.
Юноши
| Дисциплина       | Спортсмен       | Квалификация | Квалификация | Финал | Финал |
| Дисциплина       | Спортсмен       | Баллы        | Место        | Баллы | Место |
| ---------------- | --------------- | ------------ | ------------ | ----- | ----- |
| Вышка, 10 метров | Руслан Терновой |              |              |       |       |

Девушки
| Дисциплина        | Спортсмен     | Квалификация | Квалификация | Финал | Финал |
| Дисциплина        | Спортсмен     | Баллы        | Место        | Баллы | Место |
| ----------------- | ------------- | ------------ | ------------ | ----- | ----- |
| Трамплин, 3 метра | Ульяна Клюева |              |              |       |       |
| Вышка, 10 метров  | Ульяна Клюева |              |              |       |       |

Смешанные соревнования
| Дисциплина | Спортсмены                    | Квалификация | Квалификация | Финал | Финал |
| Дисциплина | Спортсмены                    | Баллы        | Место        | Баллы | Место |
| ---------- | ----------------------------- | ------------ | ------------ | ----- | ----- |
| Команды    | Ульяна Клюева Руслан Терновой |              |              |       |       |

### Скалолазание
В соответствии с международными правилами соревнования по спортивному скалолазанию состоят из трёх дисциплин: лазание на скорость, лазание на трудность и боулдеринг. В рамках Олимпийских игр медали разыгрывались в многоборье, которое включало в себя все эти дисциплины. За каждый из трёх видов программы спортсмен получал определённое количество очков, равное занятому месту. Общий результат рассчитывался как произведение баллов, полученных по итогам трёх дисциплин.
Девушки
| Соревнование | Спортсмены       | Квалификация | Квалификация | Квалификация | Квалификация | Квалификация | Финал                 | Финал                 | Финал                 | Финал                 | Финал |
| Соревнование | Спортсмены       | Скорость     | Боулдеринг   | Трудность    | Всего        | Место        | Скорость              | Боулдеринг            | Трудность             | Всего                 | Место |
| ------------ | ---------------- | ------------ | ------------ | ------------ | ------------ | ------------ | --------------------- | --------------------- | --------------------- | --------------------- | ----- |
| многоборье   | Елена Красовская | 3            | 6            | 6            | 108          | 3 Q          | 2                     | 6                     | 4                     | 48                    | 5     |
| многоборье   | Луиза Емельева   | 9            | 8            | 12           | 864          | 14           | завершила выступление | завершила выступление | завершила выступление | завершила выступление | 14    |

### Современное пятиборье
Современное пятиборье включает в себя стрельбу, плавание, фехтование, верховую езду и бег. Бег и стрельба были объединены в один вид — комбайн. В комбайне спортсмены стартуют с гандикапом, набранным за предыдущие три дисциплины (4 очка = 1 секунда). Чемпионом становится спортсмен, который пересекает финишную линию первым.
На III летних юношеских Олимпийских играх Россию представят Егор Громадский и Виктория Новикова.
Юноши
| Соревнование      | Спортсмен       | Фехтование | Фехтование | Фехтование | Плавание | Плавание | Плавание | Верховая езда | Верховая езда | Верховая езда | Комбайн | Комбайн | Комбайн | Всего     | Всего |
| Соревнование      | Спортсмен       | Побед      | Очки       | Место      | Время    | Очки     | Место    | Штраф         | Очки          | Место         | Время   | Очки    | Место   | Результат | Место |
| ----------------- | --------------- | ---------- | ---------- | ---------- | -------- | -------- | -------- | ------------- | ------------- | ------------- | ------- | ------- | ------- | --------- | ----- |
| Личное первенство | Егор Громадский |            |            |            |          |          |          |               |               |               |         |         |         |           |       |

Девушки
| Соревнование      | Спортсменка       | Фехтование | Фехтование | Фехтование | Плавание | Плавание | Плавание | Верховая езда | Верховая езда | Верховая езда | Комбайн | Комбайн | Комбайн | Всего     | Всего |
| Соревнование      | Спортсменка       | Побед      | Очки       | Место      | Время    | Очки     | Место    | Штраф         | Очки          | Место         | Время   | Очки    | Место   | Результат | Место |
| ----------------- | ----------------- | ---------- | ---------- | ---------- | -------- | -------- | -------- | ------------- | ------------- | ------------- | ------- | ------- | ------- | --------- | ----- |
| Личное первенство | Виктория Новикова |            |            |            |          |          |          |               |               |               |         |         |         |           |       |

Смешанные командные дисциплины
| Соревнование       | Спортсмены | Фехтование | Фехтование | Фехтование | Плавание | Плавание | Плавание | Верховая езда | Верховая езда | Верховая езда | Комбайн | Комбайн | Комбайн | Всего     | Всего |
| Соревнование       | Спортсмены | Побед      | Очки       | Место      | Время    | Очки     | Место    | Штраф         | Очки          | Место         | Время   | Очки    | Место   | Результат | Место |
| ------------------ | ---------- | ---------- | ---------- | ---------- | -------- | -------- | -------- | ------------- | ------------- | ------------- | ------- | ------- | ------- | --------- | ----- |
| Смешанная эстафета |            |            |            |            |          |          |          |               |               |               |         |         |         |           |       |

### Стрельба
Сборная России завоевала 3 квоты в этом виде спорта. Квоты были завоёваны в соревнованиях у мужчин и женщин в стрельбе из пневматической винтовки, а также в соревнованиях среди смешанных команд в этой дисциплине. В стрельбе из пневматического пистолета была завоёвана квота только у женщин, в соревнованиях среди мужчин сборная России не получила квоту, что исключает участие в соревнованиях среди смешанных команд в этой дисциплине.
Юноши
| Соревнование                       | Спортсмены       | Квалификация | Квалификация | Финал     | Финал |
| Соревнование                       | Спортсмены       | Результат    | Место        | Результат | Место |
| ---------------------------------- | ---------------- | ------------ | ------------ | --------- | ----- |
| Пневматическая винтовка, 10 метров | Григорий Шамаков | 622,7        | 5 Q          | 249,2     | 1     |

Девушки
| Соревнование                       | Спортсмены           | Квалификация | Квалификация | Финал     | Финал |
| Соревнование                       | Спортсмены           | Результат    | Место        | Результат | Место |
| ---------------------------------- | -------------------- | ------------ | ------------ | --------- | ----- |
| Пневматическая винтовка, 10 метров | Анастасия Деревягина | 625,3        | 3 Q          | 164,6     | 6     |
| Пневматический пистолет, 10 метров | Яна Енина            | 569          | 2 Q          | 235,9     | 2     |

Смешанные командные дисциплины
| Соревнование                       | Спортсмены                            | Квалификация | Квалификация | 1/8 финала          | Четвертьфинал       | Полуфинал           | Финал               |
| Соревнование                       | Спортсмены                            | Результат    | Место        | Соперник/ Результат | Соперник/ Результат | Соперник/ Результат | Соперник/ Результат |
| ---------------------------------- | ------------------------------------- | ------------ | ------------ | ------------------- | ------------------- | ------------------- | ------------------- |
| Пневматическая винтовка, 10 метров | Григорий Шамаков Анастасия Деревягина |              |              |                     |                     |                     |                     |

### Стрельба из лука
Сборная России представлена 2 спортсменами (1 юноша и 1 девушка) благодаря результатам, показанным на чемпионате мира среди юниоров 2017 года.
| Дисциплина     | Спортсмен                                | Квалификация | Квалификация | 1/32 финала   | 1/16 финала   | 1/4 финала    | Полуфиналы    | Финал/БМ      | Место |
| Дисциплина     | Спортсмен                                | Очки         | Место        | Соперник Очки | Соперник Очки | Соперник Очки | Соперник Очки | Соперник Очки | Место |
| -------------- | ---------------------------------------- | ------------ | ------------ | ------------- | ------------- | ------------- | ------------- | ------------- | ----- |
| Юноши          | Станислав Черемискин                     |              |              |               |               |               |               |               |       |
| Девушки        | Виктория Харитонова                      |              |              |               |               |               |               |               |       |
| Смешанная пара | Виктория Харитонова Станислав Черемискин |              |              |               |               |               |               |               |       |

### Тхэквондо
Юноши
| Категория | Спортсмены    | Четвертьфинал        | Полуфинал                  | Финал                  | Место |
| Категория | Спортсмены    | Соперник Результат   | Соперник Результат         | Соперник Результат     | Место |
| --------- | ------------- | -------------------- | -------------------------- | ---------------------- | ----- |
| до 48 кг  | Дмитрий Шишко | CROЙ. Тескера В 14:7 | TUNМ.Х. Джендуби В 14:10   | UZBУ. Рашитов В 11:8   | 1     |
| до 55 кг  | Георгий Попов | JPNХ. Маэда В 34:13  | NIGМ. М. Амадоу Ти В 33:13 | KORКан Мин Ким В 33:26 | 1     |

Девушки
| Категория   | Спортсмены           | Четвертьфинал           | Полуфинал              | Финал                 | Место |
| Категория   | Спортсмены           | Соперник Результат      | Соперник Результат     | Соперник Результат    | Место |
| ----------- | -------------------- | ----------------------- | ---------------------- | --------------------- | ----- |
| до 44 кг    | Полина Щербакова     | KAZА. Усманова В 15:1   | MEXА.М. Родригез В 6:3 | KORКан Мире В 12:6    | 1     |
| до 49 кг    | Елизавета Ряднинская | VIEТи Ким Нган Хо В 6:5 | CHNЦао Жичжао В 6:5    | USAА. Золотич В 16:17 | 1     |
| свыше 63 кг | Кристина Адебайо     | TURД. Арслан В 4:2      | IRIК. Хемати П 19:21   | завершила выступление | 3     |